# 5-MeO-DMT
5-MeO-DMT (5-metoxi-N,N-dimetiltriptamina ou O-metil-bufotenina) é uma droga psicodélica da classe das triptaminas. É encontrado em uma ampla variedade de espécies de plantas e em, pelo menos, uma espécie de sapo, o Bufo alvarius. Assim como seus compostos semelhantes, dimetiltriptamina (DMT) e bufotenina (5-HO-DMT), o 5-MeO-DMT tem sido usado como enteógeno na América do Sul.

## Características químicas
O 5-MeO-DMT foi sintetizado pela primeira vez em 1936. É um dos compostos psicoativos das sementes de Anadenanthera peregrina, tradicionalmente usadas na preparação do rapé de Yopo, e de onde foi isolado pela primeira vez em 1959. Inicialmente, acreditava-se que o 5-MeO-DMT era o principal psicoativo do rapé, mas estudos posteriores avaliaram que devido à quantidade limitada ou até inexistente contida nas sementes, isso seria improvável. Assim, sua psicoatividade é atribuída ao metabólito O-desmetilado do 5-MeO-DMT - abufotenina. É metabolizado principalmente pela enzima CYP2D6.

## Usos
Pode ter efeitos ansiolíticos e antidepressivos.

### Enteógeno
A extinta Igreja da Árvore da Vida, fundada em 1971 na Califórnia por John Mann, considerava o uso de 5-MeO-DMT como um sacramento. Entre 1970 e 1990, fumar 5-MeO-DMT misturado com salsa era uma das duas formas mais comuns de administração da droga nos Estados Unidos.

## Farmacologia
5-MeO-DMT é um derivado metoxilado da dimetiltriptamina (DMT). Ensaios clínicos em ratos sugerem que seu mecanismo de ação seja mediado principalmente pelos receptores de serotonina, com alta afinidade para os subtipos 5-HT<sub id="mwSA">2</sub> e 5-HT1A. Mecanismos de ação secundários, como a inibição de recaptação de monoaminas, também podem estar relacionados a efeitos farmacológicos significativos. Um estudo de 2019 com 42 voluntários concluiu que uma única insuflação da droga produziu aumento significativo da satisfação com a vida e alívio da ansiedade, depressão e de sintomas do transtorno de estresse pós-traumático (TEPT).

## Pesquisas clínicas
5-MeO-DMT está sendo estudado para potenciais usos terapêuticos em pessoas que sofrem de depressão resistente a tratamento.